# Sanudo
I Sanudo (talvolta italianizzati in Sanuto) furono una famiglia patrizia veneziana, annoverata fra le cosiddette famiglie apostoliche che avrebbero eletto il primo doge Paolo Lucio Anafesto nel 697.
La famiglia si è estinta nel 1857 con la morte del suo ultimo discendente, Francesco Livio.

## Storia
L'origine di tale casato è incerta: alcune fonti vorrebbero che i Sanudo fossero discesi dalla famiglia Candiano, che diede cinque dogi alla Venezia del periodo ducale. Tale ipotesi, tuttavia, non è accertata.
La leggenda narra che questo casato avesse come proprio capostipite un certo Tommaso Candiano Sanudo, senatore di Padova che, fuggendo dalle scorrerie degli Unni di Attila, avrebbe trovato rifugio nella laguna nel 421. La famiglia si stabilì quindi a Eraclea, spostandosi successivamente a Malamocco e governando le popolazioni ivi presenti come tribuni.
Nel 697, quando si procedette alla scelta del primo doge, i Sanudo presero parte all'elezione, e alcuni ritengono che l'eletto, Paolo Lucio Anafesto, appartenesse proprio a questa famiglia.
Le figure più importanti della famiglia sono Domenico, vescovo di Torcello; altro Vitale conte di Padova e di Piacenza; ed un terzo Vitale, vescovo di Equilio e nel 967 Patriarca di Grado.
I Sanudo, affermatisi nella storia veneziana a partire dal secolo XI, raggiunsero l'apice della propria potenza all'epoca della IV crociata. Diedero alla Serenissima Repubblica un gran numero di letterati, uomini politici e militari. Nel corso del tempo, il casato Sanudo si distinse nei seguenti rami:
- di San Matteo di Rialto, probabilmente il ramo principale[1];
- dei duchi di Nasso, tra il 1207 e il 1383 furono duchi dell'Arcipelago;
- di San Silvestro;
- di San Giacomo dell'Orio;
- di San Polo;
- di San Severo.

All'avvento dell'Impero d'Austria in Veneto, dopo la caduta della Serenissima, l'ultimo membro rimasto, Francesco Livio del ramo di San Polo, et del ramo di Villa del Conte, ricevette il riconoscimento della propria nobiltà con Sovrana Risoluzione del 18 dicembre 1817.
La famiglia si estinse con la morte di quest'ultimo, avvenuta nel 1852 e continua in discendenza nel cognome De Candia.

## Membri illustri
- Marco I Sanudo (?-1227), primo duca dell'Arcipelago, da cui discese il ramo dei Nasso;
- Marin Sanudo il vecchio (1260-1343), letterato veneziano;
- Marin Sanudo il giovane (1466-1536), storico veneziano;
- Giovanni Battista Sanudo (1642-1709), vescovo di Treviso.

## Luoghi e architetture
- Palazzo Sanudo, a San Polo;
- Palazzo Sanudo, a Santa Croce;
- Villa Tiepolo-Sanudo-Contarini-Padoan-Zennaro, a Mogliano Veneto.